# Marcel Mihalovici
Marcel Mihalovici (ur. 22 października 1898 w Bukareszcie, zm. 12 sierpnia 1985 w Paryżu) – francuski kompozytor pochodzenia rumuńskiego.

## Życiorys
W latach 1908–1919 studiował w konserwatorium w Bukareszcie u Benjamina Bernfelda (skrzypce), Dimitrie Cuclina (harmonia) i Roberta Cremera (kontrapunkt). W latach 1919–1925 uczył się w Schola Cantorum w Paryżu u Vincenta d’Indy’ego (kompozycja i dyrygentura), Nestora Lejeune’a (skrzypce) i Amédée Gastoué (chorał gregoriański). Był działaczem założonego w 1932 roku stowarzyszenia Triton, zajmującego się promowaniem muzyki współczesnej. W 1955 roku otrzymał obywatelstwo francuskie.
W latach 1959–1962 wykładał w Schola Cantorum de Paris. Od 1964 roku członek korespondent Académie des Beaux-Arts. Otrzymał nagrodę im. L. Spohra (1955), nagrodę miasta Paryża (1972) oraz wielką nagrodę muzyczną SACEM (1979). Jego żoną była pianistka Monique Haas.

## Twórczość
Wspólnie z Bohuslavem Martinů, Tiborem Harsányim i Conradem Beckiem należał do tzw. École de Paris, złożonej z kompozytorów będących emigrantami we Francji. W swojej twórczości dbał o logikę konstrukcji formalnej i przejrzystość faktury, posługiwał się niekiedy dosyć śmiałą harmoniką, przy wyrażnej jednak obecności centrów tonalnych. Stosował też nawiązania do tradycji muzycznych rodzinnego kraju.

## Ważniejsze kompozycje
(na podstawie materiałów źródłowych)

### Utwory orkiestrowe
- Notturno (1923)
- Introduction au mouvement symphonique (1923)
- Fantasie (1927)
- Cortège des divinités infernales (1928)
- Chindia na 13 instrumentów dętych i fortepian (1929)
- Koncert skrzypcowy (1930)
- Divertissement (1934)
- Capriccio roumain (1936)
- Prélude et invention na orkiestrę smyczkową (1937)
- Toccata na fortepian i orkiestrę (1938, 2. wersja 1940)
- Symphonies pour le temps présent (1944)
- Variations na instrumenty dęte blaszane i smyczki (1946)
- Séquences (1947)
- Etude en deux parties na fortepian i orkiestrę (1951)
- Ritournelles (1951)
- Sinfonia giocosa (1951)
- Elégie (1955)
- suita baletowa Scènes de Théseé (1957)
- Ouverture tragique (1957)
- Sinfonia variata (1960)
- Musique nocturne na klarnet i orkiestrę kameralną (1963)
- Périples na orkiestrę kameralną i koncertujący fortepian (1967)
- Prétextes na obój, klarnet basowy, fortepian, 4 perkusje i instrumenty smyczkowe (1968)
- Refrains (1969)
- akcja symfoniczna Borne (1970)
- Chant premier na saksofon tenorowy i orkiestrę (1974)
- parafrazy orkiestrowe Follia (1977)

### Utwory kameralne
- 2 sonaty skrzypcowe (I 1920 2. wersja 1923, II 1941)
- 3 kwartety smyczkowe (I 1923, II 1931, III 1946)
- Sonatina na obój i fortepian (1924)
- Serenada na trio smyczkowe (1929)
- Sonata na 3 klarnety (1933)
- Sonata na altówkę (1942)
- Sonata na skrzypce i wiolonczelę (1944)
- Trio na instrumenty dęte (1955)
- Sonata na klarnet (1958)
- Sonata na fagot (1958)
- Improvisations na perkusję i fortepian (1961)
- Dialogues na klarnet i fortepian (1965)
- Variantes na róg i fortepian (1969)
- Serioso na sakshorn basowy i fortepian (1971)

### Utwory na instrumenty solowe
- Sonata skrzypcowa (1949)
- Sonata wiolonczelowa (1949)
- Récit na klarnet (1973)
- Mélopée na obój (1973)

### Utwory fortepianowe
- Sonatina (1923)
- Pièces impromptues (1924)
- 4 caprices (1929)
- Ricercari (1941)
- 3 pièces nocturnes (1948)
- Sonata (1964)
- Passacaille na fortepian na lewą rękę (1975)
- Cantus firmus na 2 fortepiany (1970)

### Utwory wokalne
- 5 motetów Mémorial na chór a cappella (1952)
- 3 poèmes chinois na głos i fortepian (1920)
- Chansons et jeux na głos i fortepian (1924)
- 3 romances na głos i fortepian do słów Victora Hugo (1929)
- Contrerimes na głos i fortepian, słowa Paul-Jean Toulet (1944)
- Abendgesang na głos i fortepian, słowa Yvan Goll (1968)

### Utwory wokalno-instrumentalne
- kantata Le genèse na baryton, chór i orkiestrę (1940)
- Sinfonia cantata na baryton, chór i orkiestrę (1963)
- V Symfonia na sopran i orkiestrę, słowa Samuel Beckett (1969)
- Cantilène na mezzosopran i orkiestrę kameralną (1973)
- kantata kameralna Délie na sopran, flet, klarnet, fortepian, 3 perkusje, altówkę i wiolonczelę (1978)

### Opery
- L’intransigeant Pluton (1928, wyk. Paryż ORTF 1939)
- Phèdre (1949, wyst. Stuttgart 1951)
- Die Heimkehr (1954, wyst. Düsseldorf 1954, 2. wersja wyst. Hamburg 1956)
- Krapp ou La dernière bande (1960, wyst. Bielefeld 1961)
- Les jumeaux (1962, wyst. Brunszwik 1963)

### Balety
- Une vie de Polichinelle (1922, wyst. Paryż 1923)
- Le postillon du roy (1924, wyst. Paryż 1924)
- Karagueuz (1926, wyst. Chicago 1926)
- Thésée au labirynthe (1956, wyst. Brunszwik 1957)
- Alternamenti (1957, wyst. Brunszwik 1958)